# Smerdelj
Smerdelj je priimek več znanih oseb:
- Damir Smerdelj, polkovnik SV, član predstavništva Slovenije pri OZN
- Janez Smerdelj (*1945), slovenski industrijski oblikovalec
- Miro Smerdelj (*1986), hrvaški hokejist
- Nataša Smerdelj, znanstvena fantastika